# Xavier de Sevin
Joseph Marie Xavier de Sevin, né le 10 mars 1894 à Toulouse et mort le 7 novembre 1963 à Brinon-sur-Sauldre, est un militaire français et as de l'aviation de la Première Guerre mondiale, au cours de laquelle il remporte douze victoires homologuées et treize non homologuées. Il participe également à la Seconde Guerre mondiale qu'il termine avec le grade de général de division aérienne. Il est le neveu du commandant de Rose, titulaire du premier brevet d'aviateur militaire en 1911 et considéré comme le « père » de l'aviation de chasse en France.

## Pendant la Première Guerre mondiale
Sevin est élève à l'école militaire de Saint-Cyr (promotion la grande Revanche). lorsque la guerre éclate en 1914. Il se porte volontaire pour intégrer l'armée, le 2 septembre 1914, et débute au 14e régiment d'infanterie, comme simple soldat. Il connaît alors une série de promotions rapides. Le 5 novembre 1914, il est nommé caporal ; le 30 novembre, sergent ; et le 5 décembre, il est promu sous-lieutenant à titre temporaire. Au 19e bataillon de chasseurs à pied, il est gravement blessé.
Le 15 juillet 1915, Sevin rejoint Pau pour y suivre un entraînement au pilotage. Le 19 octobre 1915, il obtient le brevet de pilote militaire no 1804. Le 11 novembre, il est affecté à l'Escadrille N12 (en) dans laquelle il pilote des Nieuports monoplaces et biplaces. Il est confirmé au grade de sous-lieutenant le 27 décembre 1915.
Sevin doit attendre le 11 juillet 1916 pour remporter sa première victoire aérienne. La deuxième survient huit mois plus tard, le 4 mars 1917 : il la partage avec Marcel Noguès. Il est fait chevalier de la Légion d'honneur le 19 avril 1917. Le 11 mai, il partage sa troisième victoire avec Alfred Auger, en abattant un avion biplace allemand. Le 19 juin, il partage une victoire avec Jacques Ortoli et Jean Chaput. Au 30 septembre, il compte six victoires homologuées, dont cinq partagées. Le 25 décembre, le commandement de l'escadrille Spa26 lui est confié,, et il est promu au grade de lieutenant.
Il remporte six nouvelles victoires entre le 20 janvier et le 24 octobre 1918, dont l'une est partagée avec André Dubonnet. Le 2 mars 1918, il est promu capitaine à titre temporaire, puis confirmé à ce grade le 28 juin. À l'issue de la première guerre mondiale, il compte à son actif vingt-cinq victoires dont douze homologuées.

## Après la Première Guerre mondiale et pendant la Seconde
La guerre finie, Sevin fait carrière dans l'armée. Il sert au Maroc, puis à la base aérienne d'Istres ; il est ensuite attaché militaire à Bucarest au début de la Seconde Guerre mondiale.
D'un esprit très anti-allemand, il profite de son poste pour observer les préparatifs de l'opération Barbarossa en 1941 et transmettre ses renseignements par voie diplomatique aux britanniques. Les Allemands demandent et obtiennent son expulsion ; il rentre alors en France où le gouvernement de Vichy lui confie le commandement de l'école de l'Air, à Salon-de-Provence depuis 1933, qu'il oriente dans un esprit de résistance. Après l'invasion de la zone sud, il s'enfuit en Afrique du Nord en 1943 pour y poursuivre la lutte. Le 25 septembre 1944, Xavier de Sevin est promu général de division aérienne et fait grand officier de la Légion d'honneur.
Il reçoit l'ordre de l'Empire britannique pour son action d'espionnage au profit des alliés pendant la Seconde Guerre mondiale lorsqu'il était attaché de l'air en Roumanie.

## Citations
Il est cité 12 fois à l'ordre de l'Armée. 

« Pilote aussi brillant dans l'attaque des avions ennemis que dans toutes les missions qui lui sont confiées. Le 12 avril, a forcé un adversaire à atterrir désemparé dans ses lignes. Le 26 avril, par un temps très dur, a survolé à très faible altitude les troupes ennemies en les mitraillant, et a rapporté des renseignements précieux pour le commandement. Donne personnellement à tous ses camarades le plus bel exemple de courage, de sang-froid et d'abnégation »

— Citation à l'Ordre de la Ve Armée, 1917

« Officier pilote plein d'audace et de courage, ne cesse d'entraîner ses camarades à l'attaque des avions ennemis, les poursuivant très bas dans leurs lignes. Le 30 septembre 1917, a attaqué et abattu successivement deux avions ennemis, 5e et 6e avions abattus par ce pilote. »

— Citation à l'Ordre de la VIe Armée, 1917

## Distinctions
- Croix de guerre 1914–1918 avec palmes
- Médaille militaire
- Grand officier de la Légion d'honneur (décret du 17 février 1948). Il est nommé chevalier en 1917.